# OXO Museo del Videojuego
OXO Museo del Videojuego es un espacio cultural situado en la ciudad de Málaga, España, dedicado a explorar la historia y la evolución de los videojuegos. Ofrece exposiciones interactivas y la oportunidad de jugar con consolas clásicas y nuevas, además de explorar tendencias innovadoras en el mundo del videojuego.

## Historia

### Los Años previos (2019 - 2022)
En 2021 la Diputación de Málaga sacó a concurso la concesión demanial del edificio de Plaza del Siglo 2 (antiguo Museo Taurino) para crear un museo de videojuegos, expediente 001/2021. La única licitadora Kaiju Entertainment (impulsores de Gamepolis y EVAD) se llevó la concesión a 30 años el 12 de abril de 2022, con un canon anual de 87 259 €.  En la nota de prensa del 2023 la Diputación presenta OXO como estrategia de diversificación cultural y tecnológica de la Costa del Sol.

### El edificio y su entorno

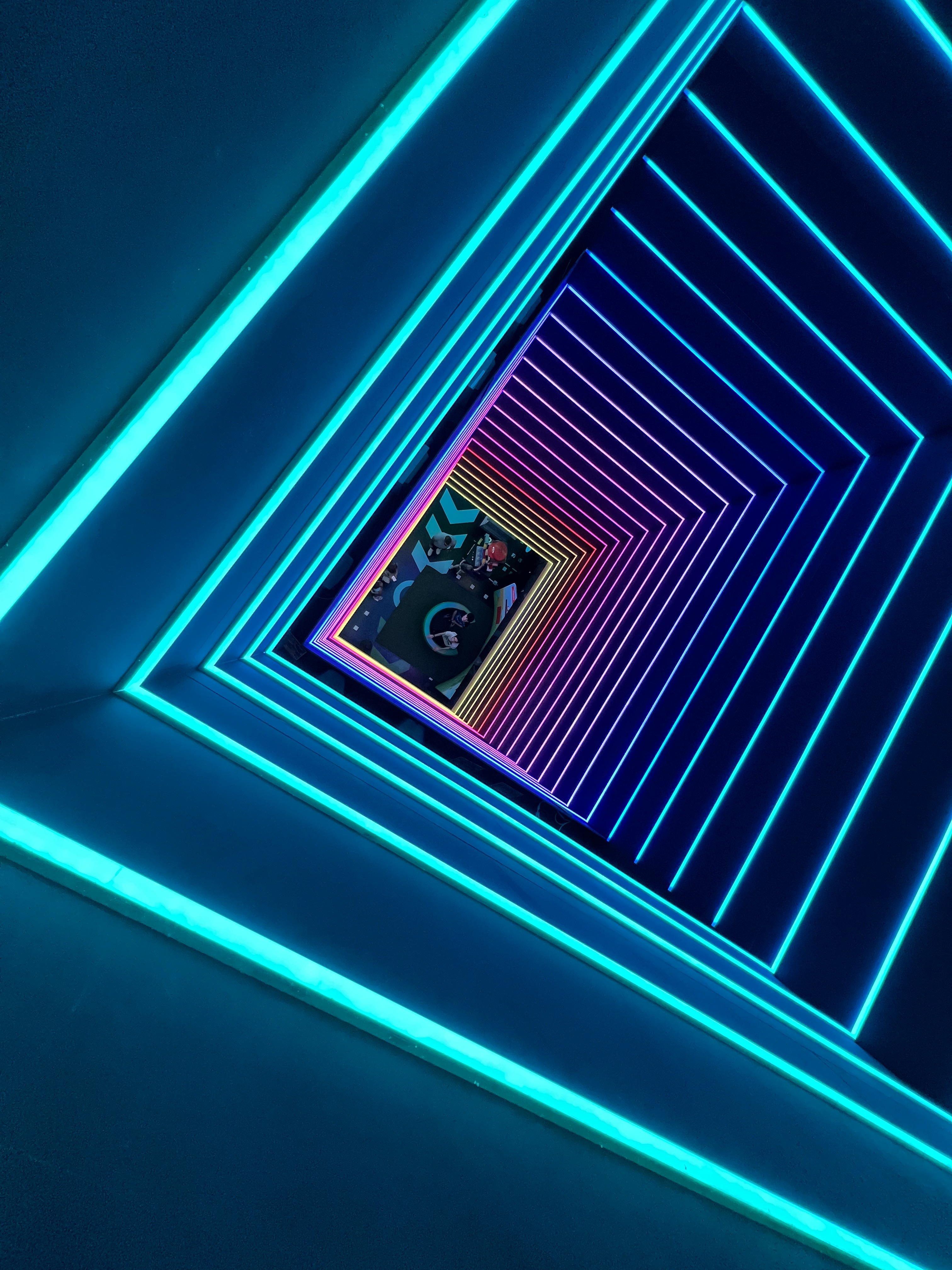
Tunel infinito OXO málaga

El edificio, de cinco plantas y una gran terraza, en el que hay una zona de restauración, es un edificio decimonónico rehabilitado de aproximadamente 1 570 m² y se sitúa en la peatonal Plaza del Siglo, a 50 m de la Catedral. Fue sede del Centro de Arte de la Tauromaquia hasta 2019.
La reforma conservó fachada y añadió una iluminación led programable, ascensor panorámico y “túnel infinito” que atraviesa las tres plantas expositivas.

### Apertura y primeros días
El 26 de enero de 2023 se inauguró con el Presidente de la Junta de Andalucía, Juanma Moreno, el presidente de la Diputación de Málaga, Francisco Salado y el alcalde malacitano Francisco de la Torre. Al día siguiente, el 27 de enero de 2023 se abrió al público la sala inversiva 360°, la exposición permanente y temporal. En el primer fin de semana se contabilizaron unos 6000 visitantes.

### Por qué el nombre OXO
El museo toma su nombre de OXO (Cambridge, 1952), primer videojuego gráfico conocido. De ahí que la pieza estrella de la planta histórica sea una réplica funcional conectada a un osciloscopio original Tektronix.

## Qué es OXO y su función
Es un centro público-privado gestionado por Kaiju Group para:
1. Preservar la historia del videojuego.
2. Divulgar e investigar nuevas tecnologías (OXO Labs).
3. Crear un hub educativo y de eventos para la escena gamer.[10][2][11]

### Estructura del museo
- Modelo “pasado-presente-futuro”. Cada piso funciona como un “capítulo” secuencial: se arranca jugando Pong, se pasa por Final Fantasy en la planta 2 y se termina compitiendo en VR en la 3.ª planta.[12][13]
- Interactividad masiva:  Más del 80 % de las máquinas están encendidas y configuradas en modo libre o “credit-free”.[14]
- Renovación constante. La planta temporal y OXO Labs cambian de cara cada 8-12 meses.[15]

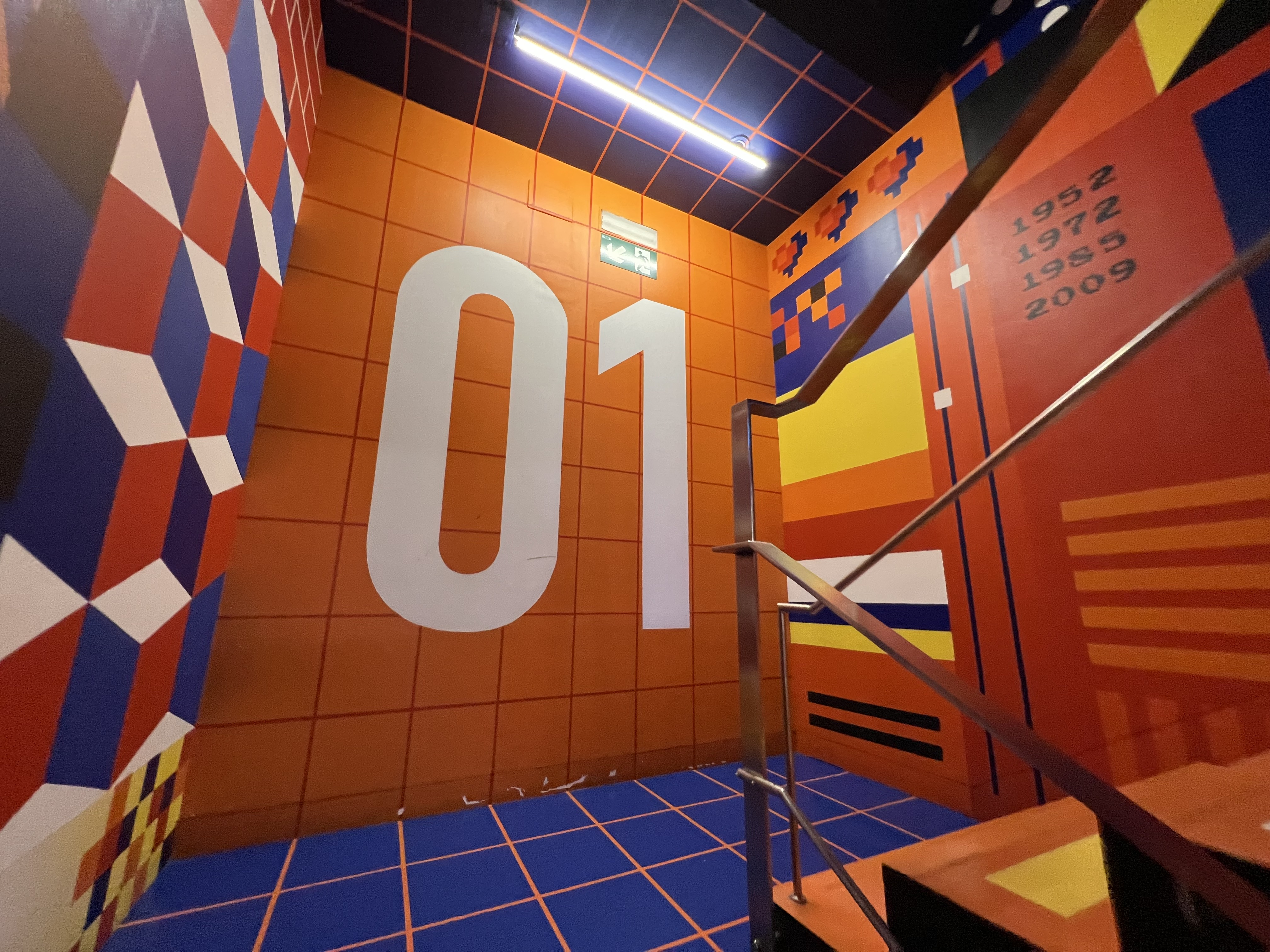
Escaleras OXO Málaga, con diseño de Play in Colors

## Los espacios expositivos

### La escalera que une las plantas
El artista Play in Colors pintó cada tramo con códigos de color por década; en las contrahuellas se leen hitos como Tetris 1984 o Wii 2006.

### Las plantas expositivas de OXO al detalle

#### Planta baja

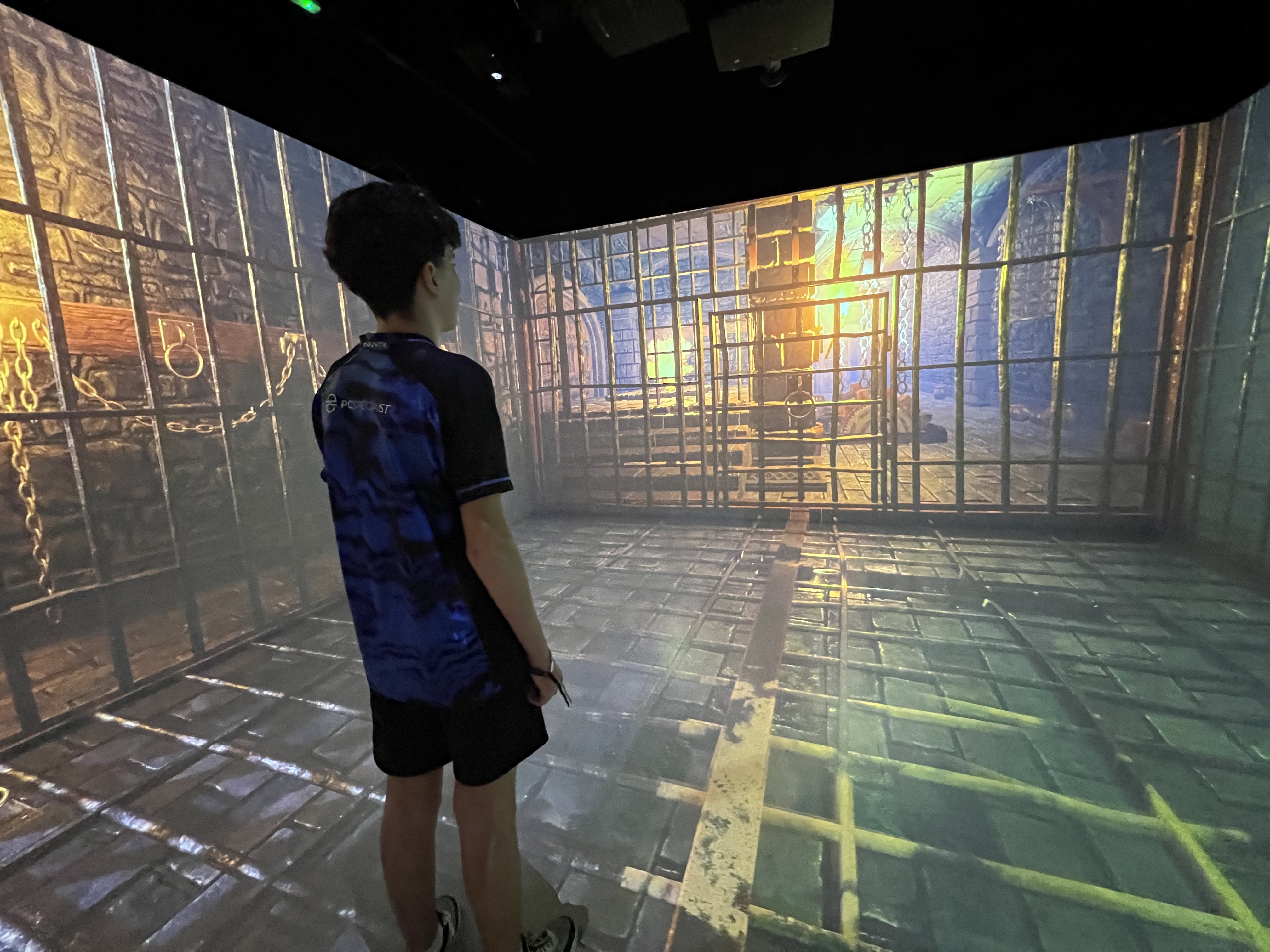
Sala inmersiva OXO Málaga

Sala inmersiva 360°. Es la “introducción” al recorrido: 15 proyectores láser Panasonic, 40 m² y motor Unreal Engine 5 generan una intriga audiovisual que conecta con el contenido de cada piso. El guion se actualiza junto con las temporales, de ahí que muestre desde el primer Pong (1972) hasta Final Fantasy XVI (2023),

#### 1.ª planta – Colección permanente “70 años de videojuegos”
- Nombre interno: PAST
- Eje temático: Historia cronológica del videojuego
- Años que abarca: 1952-2025

Entre 2021-22 Kaiju lanzó una campaña de préstamo a coleccionistas andaluces y cerró depósitos con Nintendo Ibérica, SEGA Europe y PlayStation España. El guion museográfico lo firmó Javier Arbós (director) con asesoría de la Asociación Española para la Preservación del Videojuego.

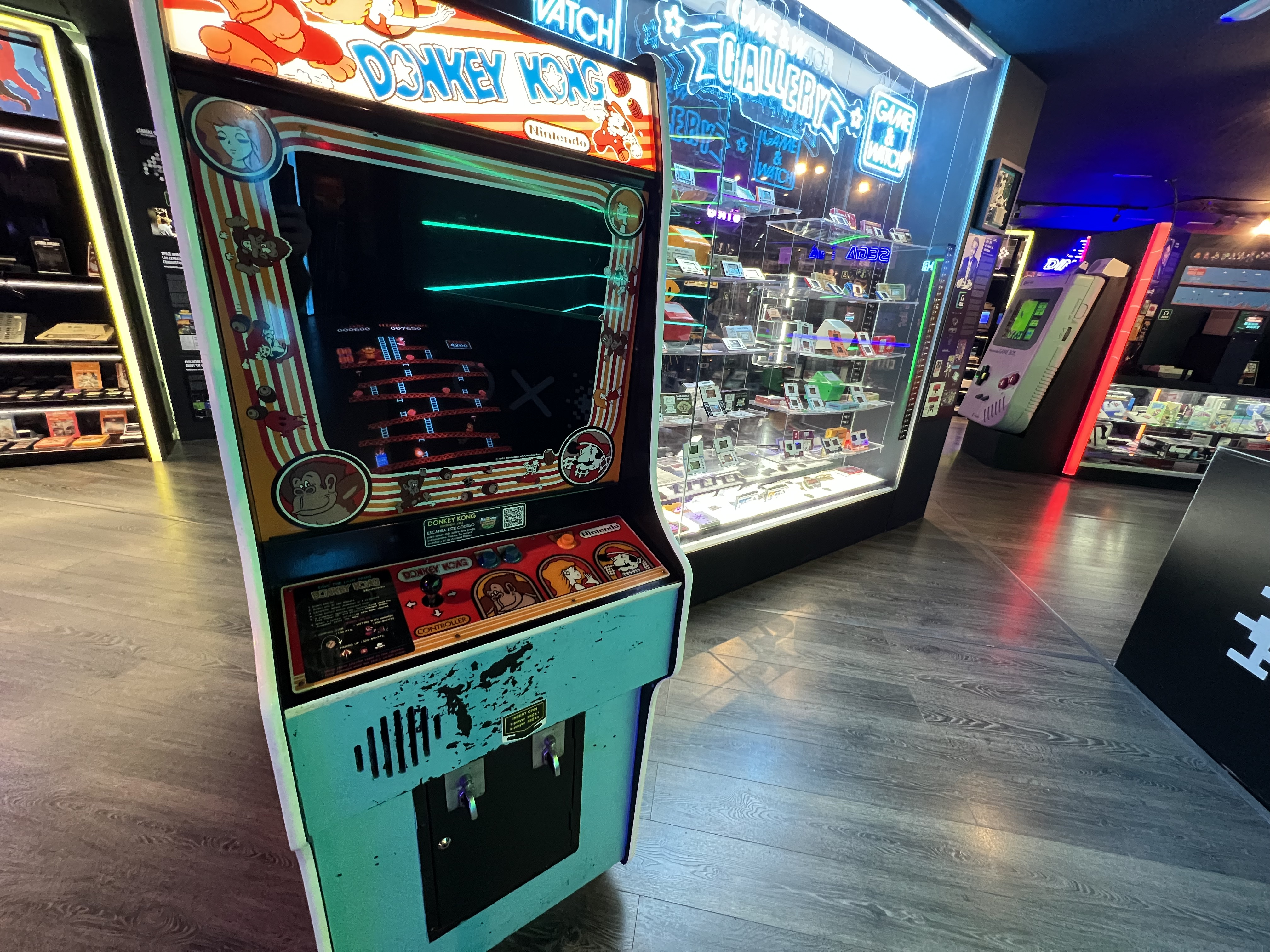
Máquina con el Donkey Kong en el OXO Museo del Videojuego

#### ¿Qué ve el visitante en la 1.ª planta?
Pasillo cronológico interactivo dividido por décadas.
- 1950-60: Réplica jugable de OXO (EDSAC, 1952) y Spacewar! (PDP-1).
- 1970: Magnavox Odyssey (1972), Atari Pong de tablero, sala arcade con Space Invaders y Pac-Man firmado por Toru Iwatani.[18]
- 1980: Consolas 8-bit (NES, SG-1000, Master System), línea entera Game & Watch, microordenadores ZX Spectrum y Amstrad.
- 1990: Zona 16-32 bit con Mega Drive full-set PAL (con unos 540 juegos) y prototipos de PlayStation; mando DualShock XXL para fotografía. También hay copias o clones, como la Polystation.[19]
- 2000-10: PS2 dev-kit, GameCube NPDP Reader, Xbox 360 debug, primeras portátiles 3D (DS, PSP) o el videojuego Los Simpsons.
- 2010-25: Switch de lanzamiento, Steam Deck y PS5 dev-kit; vitrina sobre eSports y Realidad VirtualVR

El 80 % de los equipos están encendidos para jugar. Además, cada pieza tiene un código QR bilingüe (ES-EN) con ficha técnica y anécdotas.

#### 2.ª planta – Exposiciones temporales
- Nombre interno: PRESENT
- Eje temático: Monográficos y ciclos
- Años que abarca: Según muestra

La planta se diseñó como caja negra modular (paredes móviles, tech grid DMX). Las muestras llegan mediante convenios: Square Enix cedió su archivo para Final Fantasy; la familia Ruiz puso a disposición el fondo Dinamic. Producción compartida Kaiju–Diputación (50 % cada una) y patrocinio de MAPFRE y Domino’s.

#### ¿Qué ve el visitante en la 2.ª planta?
Es un programa rotatorio (cada 8 o 9 meses).
- 01/2023 a 08/2023: La primera exposición temporal fue la de “Sagas Legendarias”, dónde se exponían videojuegos como Animal Crossing, God of War, Call of Duty.
- 09/2023 a 06/2025: La segunda exposición fue “Final Fantasy: The Exhibition”, con 300 artes originales, storyboards del remake VII y zona de fotografía con la Buster Sword.
- 06/2025 a 03/2026: “Dinamic, la primera compañía española de videojuegos”, con bocetos de Azpiri, casetes originales, estand de PC Fútbol. [22]
- 07/2025 : "Iconos del videojuego español. Hecho en Málaga", se trata de un recorrido por las producciones más relevantes de la industria española desde 1970 hasta la actualidad.[23]

El perímetro dispone de mapping dinámico que se adapta a cada producción.

#### 3.ª planta - OXO Labs
Ideado en la licitación 2021 como tercera fase dedicada al I+D. En 2023 se adjudicó un FEDER-DIGITUR de 480 000 € para hardware y para la aplicación interactiva. La curaduría corre a cargo de EVAD y la Asociación RetroMálaga.
- Nombre interno: FUTURE
- Eje temático: Innovación, VR/XR y cultura digital
- Años que abarca: 1978 - futuro

#### ¿Qué ve el visitante en la 3.ª planta?
- Zona VR/XR con 6 HTC Vive Pro, Fallout[24] y demos de Half-Life :Alyx y Beat Saber.[17]
- eSports Arena (10 PC Alienware R16, torneos semanales Valorant).
- Arcades experimentales: Line Over,[19] Pong Knock-Out 4-jugadores, Retro Duel y máquinas musicales japonesas (maimai).[25]
- Coleccionismo extremo: todo lo relacionado con Mega Drive PAL, vitrinas de homebrew actual.
- Galería LAB: fotografía “Los Últimos Game Center” (200 imágenes de salones recreativos nipones). Los módulos se reconfiguran para charlas OXO Talks y jams.[25][26]